# ラグビーサモア代表
ラグビーサモア代表は、サモアラグビー協会によるラグビーユニオンのナショナルチームである。愛称は「マヌ・サモア」 (Manu Samoa) である。

## 概要
1997年7月まではラグビー西サモア代表と呼ばれていた。フィジー・トンガとともにパシフィック・トライネイションズを形成していた。
ウォークライはシヴァタウ。

## 沿革
ワールドカップは1991年大会以来連続で出場しており、ベスト8が最高。
パシフィック・トライネイションズは1982年の第1回と最後の大会となった2005年など9回優勝している。1993年・1994年にはスーパーラグビーの前身大会となるスーパー10に出場した。
2006年からパシフィック・ネイションズカップに参加している。
2022年1月から、ワールドラグビーにより代表資格に関する新たなルールが加わった。これにより、他国代表としての出場から36カ月以上が経過した選手は、本人または両親か祖父母が生まれた国の代表に変更できることになった。サモアのほか、フィジーやトンガなど南太平洋諸国の選手が経済的事情などで外国へ流出している状況への配慮となる。
新しい代表資格ルール適用により、2023年7月に開催のパシフィック・ネイションズカップには、クリスチャン・リアリーファノ（元オーストラリア代表26cap）やチャーリー・ファウムイナ（元ニュージーランド代表50cap）がサモア代表として出場した。
2024年7月11日、サモアラグビー協会は財政難を理由に、11月の国際試合期間中に、サモア代表の遠征を行わないことをワールドラグビーに通知した。大きな原因として、スポンサー不足があるという。（「2024年末のラグビーユニオン国際試合」を参照。）
2025年1月6日、サモアラグビー協会は、 2024年9月から停職処分を受けていたヘッドコーチのマホンリ・シュワルガー (Mahonri Schwalger) を、解任したことを発表した。

## ワールドカップの成績
- 1987年 - 不参加
- 1991年 - ベスト8
- 1995年 - ベスト8
- 1999年 - プレーオフ敗退
- 2003年 - プール戦敗退
- 2007年 - プール戦敗退
- 2011年 - プール戦敗退
- 2015年 - プール戦敗退
- 2019年 - プール戦敗退
- 2023年 - プール戦敗退

## 選手

### 現在の代表
サモア代表スコッド
- ヘッドコーチ :  トゥシ・ピシ
- キャプテン : セオ・マクファーランド

| 選手                       | ポジション     | 誕生日 (年齢)          | キャップ | チーム                             |
| -------------------------- | -------------- | ---------------------- | -------- | ---------------------------------- |
| ピタ・アナエ・アスエ       | フッカー       | 1992年12月16日（32歳） | 0        | ヒューストン・セイバーキャッツ     |
| ルテル・トライ             | フッカー       | 1998年6月1日（27歳）   | 6        | ビアリッツ・オランピック           |
| レイフ・シュヴェンケ       | フッカー       | 1994年10月15日（30歳） | 0        | リントン・ライオンズ               |
| マイケル・アラアラトア     | プロップ       | 1999年2月18日（26歳）  | 18       | ASMクレルモン                      |
| ブラッドリー・アミツアナイ | プロップ       | 2000年10月4日（24歳）  | 0        | ワラターズ                         |
| マルコ・フェプレアイ       | プロップ       | 1995年4月25日（30歳）  | 5        | USコロミエ                         |
| アキ・セイウリ             | プロップ       | 1992年12月22日（32歳） | 8        | ユタ・ウォリアーズ                 |
| カイナン・シテイエ・トゥア | プロップ       | 1997年8月28日（27歳）  | 0        | ウェスタンシドニー・トゥーブルーズ |
| ティティ・ラモシテレ       | プロップ       | 1995年2月11日（30歳）  | 1        | ハーレクインズ                     |
| ティエティエ・ツイマウガ   | プロップ       | 1993年8月5日（31歳）   | 8        | USモントーバン                     |
| マイケル・カーリー         | ロック         | 1994年3月2日（31歳）   | 8        | モアナ・パシフィカ                 |
| ベンジャミン・ニーニー     | ロック         | 1993年5月12日（32歳）  | 9        | 日本製鉄釜石シーウェイブス         |
| サム・スレイド             | ロック         | 1997年8月28日（27歳）  | 6        | モアナ・パシフィカ                 |
| マレサイリ・エラト         | ロック         | 2004年4月14日（21歳）  | 0        | アピア・マリスト                   |
| セオ・マクファーランド ()  | バックロー     | 1995年10月16日（29歳） | 17       | サラセンズ                         |
| イアコポ・マプ             | バックロー     | 1997年11月4日（27歳）  | 7        | モアナ・パシフィカ                 |
| ニコ・ジョーンズ           | バックロー     | 2000年7月22日（24歳）  | 0        | ワイテマタ                         |
| ジョナ・マウ               | バックロー     | 1998年7月28日（26歳）  | 3        | ニューオーリンズ・ゴールド         |
| オラジュワン・ノア         | バックロー     | 1989年12月28日（35歳） | 5        | シアトル・シーウルブズ             |
| タレニ・セウ               | バックロー     | 1993年12月26日（31歳） | 9        | 豊田自動織機シャトルズ愛知         |
| メラニ・マタヴァオ         | スクラムハーフ | 1995年11月19日（29歳） | 21       | モアナ・パシフィカ                 |
| ジョエル・ラム             | スクラムハーフ | 2002年5月17日（23歳）  | 0        | カンダベリー                       |
| コナー・トゥパイ           | スクラムハーフ | 1999年12月8日（25歳）  | 0        | サンディエゴ・リージョン           |
| ロドニー・アイオナ         | フライハーフ   | 1991年8月17日（33歳）  | 10       | シアトル・シーウルブズ             |
| ディアンジェロ・レウイラ   | フライハーフ   | 1997年1月18日（28歳）  | 24       | モアナ・パシフィカ                 |
| ジャコブ・ウマガ           | フライハーフ   | 1998年7月8日（26歳）   | 0        | ベネットン                         |
| アファ・モレリ             | センター       | 2003年4月6日（22歳）   | 0        | オークランド大学                   |
| メラニ・ナナイ             | センター       | 1993年8月3日（31歳）   | 2        | バンクーバー・ハイランダーズ       |
| ダンカン・パイアウア       | センター       | 1995年1月20日（30歳）  | 12       | RCトゥーロン                       |
| ヘンリー・タエフ           | センター       | 1993年4月2日（32歳）   | 10       | レッドハリケーンズ大阪             |
| エリサペタ・アロフィポ     | ウイング       | 1997年11月12日（27歳） | 2        | ハンター・ワイルドファイアーズ     |
| タウヌウ・ニウレバエア     | ウイング       | 2000年1月21日（25歳）  | 0        | サモア                             |
| トゥナ・トゥイタマ         | ウイング       | 2000年2月25日（25歳）  | 4        | モアナ・パシフィカ                 |
| ラトレリ・アーキング       | ウイング       | 2000年5月20日（25歳）  | 0        | ウェスタンシドニー・トゥーブルーズ |
| トマシ・アロシオ           | フルバック     | 1992年1月26日（33歳）  | 8        | アードモア・マリスト               |

※所属、 キャップ数(Cap)は2025年6月13日現在

## 歴代の主な代表選手
- ヴァアイガ・ツイガマラ
- ブライアン・リマ
- レオ・ラファイアリ
- セイララ・マプスア
- トゥシ・ピシ
- ジェレミー・スア
- AJ・アラティム

## ワールドラグビー男子ランキング
| ワールドラグビー男子ランキング 上位30チーム（2025年5月26日時点） | ワールドラグビー男子ランキング 上位30チーム（2025年5月26日時点） | ワールドラグビー男子ランキング 上位30チーム（2025年5月26日時点） | ワールドラグビー男子ランキング 上位30チーム（2025年5月26日時点） |
| 順位                                                             | 変動*                                                            | チーム                                                           | ポイント                                                         |
| ---------------------------------------------------------------- | ---------------------------------------------------------------- | ---------------------------------------------------------------- | ---------------------------------------------------------------- |
| 1                                                                | 増減なし                                                         | 南アフリカ共和国                                                 | 092.78                                                           |
| 2                                                                | 増減なし                                                         | ニュージーランド                                                 | 090.36                                                           |
| 3                                                                | 増減なし                                                         | アイルランド                                                     | 089.83                                                           |
| 4                                                                | 増減なし                                                         | フランス                                                         | 089.51                                                           |
| 5                                                                | 増減なし                                                         | アルゼンチン                                                     | 084.97                                                           |
| 6                                                                | 増減なし                                                         | イングランド                                                     | 084.73                                                           |
| 7                                                                | 増減なし                                                         | スコットランド                                                   | 082.36                                                           |
| 8                                                                | 増減なし                                                         | オーストラリア                                                   | 081.52                                                           |
| 9                                                                | 増減なし                                                         | フィジー                                                         | 080.07                                                           |
| 10                                                               | 増減なし                                                         | イタリア                                                         | 077.77                                                           |
| 11                                                               | 増減なし                                                         | ジョージア                                                       | 074.69                                                           |
| 12                                                               | 増減なし                                                         | ウェールズ                                                       | 073.39                                                           |
| 13                                                               | 増減なし                                                         | 日本                                                             | 072.95                                                           |
| 14                                                               | 増減なし                                                         | サモア                                                           | 072.68                                                           |
| 15                                                               | 増減なし                                                         | アメリカ合衆国                                                   | 070.02                                                           |
| 16                                                               | 増減なし                                                         | スペイン                                                         | 067.34                                                           |
| 17                                                               | 増減なし                                                         | ウルグアイ                                                       | 067.06                                                           |
| 18                                                               | 増減なし                                                         | ポルトガル                                                       | 066.44                                                           |
| 19                                                               | 増減なし                                                         | トンガ                                                           | 065.46                                                           |
| 20                                                               | 増減なし                                                         | ルーマニア                                                       | 064.61                                                           |
| 21                                                               | 増減なし                                                         | チリ                                                             | 061.72                                                           |
| 22                                                               | 増減なし                                                         | ベルギー                                                         | 059.98                                                           |
| 23                                                               | 増減なし                                                         | カナダ                                                           | 059.49                                                           |
| 24                                                               | 増減なし                                                         | 香港                                                             | 059.18                                                           |
| 25                                                               | 増減なし                                                         | ナミビア                                                         | 057.87                                                           |
| 26                                                               | 増減なし                                                         | ジンバブエ                                                       | 057.16                                                           |
| 27                                                               | 増減なし                                                         | オランダ                                                         | 057.01                                                           |
| 28                                                               | 増減なし                                                         | ブラジル                                                         | 056.53                                                           |
| 29                                                               | 増減なし                                                         | スイス                                                           | 055.26                                                           |
| 30                                                               | 1                                                                | ポーランド                                                       | 054.06                                                           |
| *前週からの変動                                                  |                                                                  |                                                                  |                                                                  |
| サモアのランキングの推移                                         |                                                                  |                                                                  |                                                                  |
| 生のグラフデータを参照/編集してください.                         |                                                                  |                                                                  |                                                                  |
| 出典: ワールドラグビー 推移グラフの最終更新: 2025年5月26日       |                                                                  |                                                                  |                                                                  |
|                                                                  | 現在、技術上の問題で一時的にグラフが表示されなくなっています。   |                                                                  |                                                                  |

ワールドラグビーが発表するデータにもとづく。
週ごとのランキングにおいて最高ランクは7位で、2012年12月3日付から2013年2月4日付までの10週間、2013年3月18日付から同11月4日付までの34週間だった。
2023年7月22日に行われたパシフィックネーションズシリーズの日本代表戦にアウェイで勝利し、2023年7月24日付ランキングで12位から10位に上昇した。2015年8月17日付以来およそ8年ぶりのトップ10入り。